# Elisabeth của Áo
Elisabeth của Áo (31 tháng 5 năm 1922 – 6 tháng 1 năm 1993) là thành viên của Vương tộc Habsburg-Lothringen. Elisabeth là con gái út của Karl I của Áo và Zita của Borbone-Parma.